# Catedrala Nașterea Sfântului Ioan Botezătorul din Arad
Catedrala „Nașterea Sf. Ioan Botezătorul” este un monument de arhitectură barocă din municipiul Arad. Edificiul a fost construit între anii 1862-1865 sub conducerea arhitectului Anton Ziegler, la inițiativa episcopului Procopie Ivașcovici. Principalii finanțatori ai construcției au fost familia Mocioni și bancherul Gheorghe de Sina din Viena.
Cele două turnuri de la fațadă au fost supraînălțate în anul 1904. Cele două turnuri sunt prevăzute cu câte un orologiu pe fiecare latură.
Biserica a servit drept catedrală a Episcopiei Aradului de la ridicarea sa și până în anul 2009, când Catedrala Sfânta Treime din Arad, construită începând cu 1991, a dobândit funcția de catedrală. 
Între 1962-1973 a slujit aici ca episcop de Arad Teoctist Arăpașu, ulterior patriarh al Bisericii Ortodoxe Române.